# Der vrouwen heimlichheit

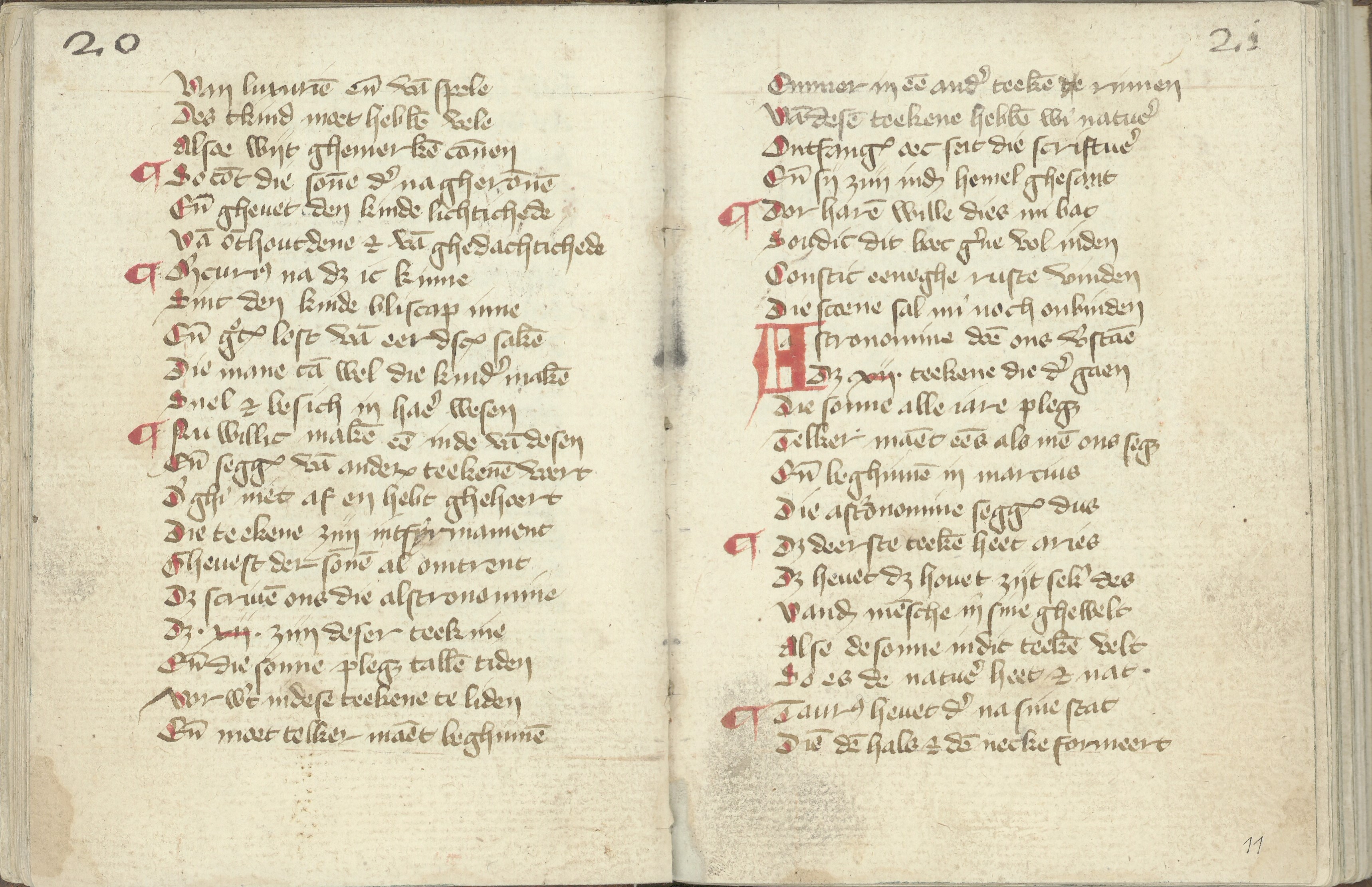
Fragment uit Hs. 444, uit het deel van Der Vrouwen Heimlichheit, waar duidelijk de paragrafen te zien.

Der vrouwen heimlichheit en andere gedichten is de volledige naam van het handschrift 444 dat bewaard ligt in de Universiteitsbibliotheek Gent. Het is een laatmiddeleeuws leerdicht, dat geschreven werd in het Middelnederlands. Het handschrift werd vervaardigd in Vlaanderen, in 1405.

## Overlevering
Handschrift 444 werd dus in Vlaanderen vervaardigd in 1405, en wordt nu bewaard in de Universiteitsbibliotheek Gent. Het boekje was evenwel eerst in bezit van anderen; zo werd het enkele keren teruggevonden in Dendermonde, bij de Augustijnen, waaronder Bernardus de Smedt in 1680 en Petrus Legiers in 1682. Er werd gespeculeerd dat Jacob van Maerlant het boekje zou geschreven hebben, maar die hypothese is immers nooit bevestigd geweest.
Maar Hs. 444 is niet het enige manuscript dat de tekst van Der vrouwen heimlichheit bevat. Er zijn nog drie andere handschriften bekend: de eerste is het Gentse; de tweede het handschrift dat in het bezit van Hoffmann von Fallersleben was en dat hij noemt in zijn Horae Belgicae; en derde exemplaar dat volgens Sanderus in 1639 toebehoorde aan Joannes Gislenus Bultel uit Ieper. Uit de gave symboliek zou men op kunnen maken dat het Gentse handschrift een archetype is. Toch pleiten er een aantal argumenten voor het tegendeel. Het Gentse handschrift is op papier geschreven en de schrijver ervan maakt veelvuldig gebruik van allerlei abbreviaturen. Naarmate het einde nadert, verkrampt zijn schrift steeds meer en meer. Dit lijkt in strijd met het karakter dat aan het archetype van Der vrouwen heimlicheid wordt toegedicht. Een boekje met een acrostichon, besteld door dan wel bestemd voor de genoemde Margareta zal gezien de betrekkelijk geringe omvang ongetwijfeld op perkament zijn geschreven. Het zou ook minder afkortingen moeten bevatten om het Margareta mogelijk te maken - als zij er niet uit voorgelezen wordt - er zelf in te lezen. Een ander argument tegen het Gentse handschrift als archetype is de aanwezigheid van nog 3 andere teksten in het handschrift. De laatste twee staan qua inhoud volledig los van de eerste twee.

## Inhoud
Een van de merkwaardige kanten van Der vrouwen heimlichheit is dat het bestaat uit een 20-tal lyrische intervallen. Hierin onderbreekt de auteur het vertoog en richt zich rechtstreeks tot zijn geliefde, waarop hij daarna wel zichzelf in een monoloog beklaagt, omdat zij zich niets aan hem gelegen laat liggen. Deze lyrische intervallen, doorgaans korter dan 10 versregels, worden in de marge met een paragraafteken gemarkeerd en gaan altijd aan een lombarde vooraf. Bovendien bevatten de laatste regels van elk interval in tegenstelling tot het gebruikelijke gepaarde rijm een vierrijm, wat inhoudt dat we hier met poëzie te maken hebben. De lyriek geeft meer sfeer dan verhaal. De dichter die omwille van zijn jonkvrouw aan dit werk begon, is door de keuze van zijn onderwerp bij haar uit de gratie geraakt. Aan het slot van de tekst, als hij haar ervan heeft kunnen overtuigen dat het nooit zijn bedoeling is geweest haar geheim te grabbel te gooien, wordt hij weer in genade aangenomen. De zin van deze hoofse poëzie is het aanstootgevende karakter van de materie te verbloemen en de tekst te verheffen tot het niveau waarop een hoofse jonkvrouw zich beweegt.
Het manuscript bestaat verder nog uit andere teksten. Kort samengevat bestaat het handschrift uit volgende onderdelen:
- Der vrouwen heimlichheit (fol. 1r - 44r)
- Tekst over Fysionomie (fol. 44v -51r)
- Over de Eucharistie, naar Augustinus (fol. 51v-52r)
- Raadsel (fol. 52)